# Glendale, Ohio
Glendale är ett municipalsamhälle (village) i Hamilton County i Ohio. Vid 2020 års folkräkning hade Glendale 2 298 invånare.

## Kända personer från Glendale
- Mary Ainsworth, psykolog